# ویولن جو
ویولن جو (انگلیسی: Joe's Violin) فیلمی کوتاه در سبک مستند به کارگردانی کاهان کوپرمن است که در سال ۲۰۱۶ منتشر شد. این فیلم، لحظه‌ای در زندگی یک بازمانده لهستانی هولوکاست را که قصد دارد ویولن ۷۰ ساله‌اش را بفروشد، به تصویر می‌کشد. زندگی بازمانده و مالک جدید که دختر ۱۲ ساله‌ای از برانکس است، در اثر این تجریه، تغییر می‌کند.
فیلم برای اولین بار در جشنواره فیلم ترایبکا و در ۱۴ آوریل ۲۰۱۶ به نمایش درآمد. فیلم همین‌طور در هشتاد و نهمین دوره جوایز اسکار، نامزد جایزه اسکار بهترین فیلم مستند شده است.